# Sjeverna regija (Burkina Faso)
Sjeverna regija je jedna od trinaest administrativnih regija Burkine Faso.
Stanovništvo Sjeverne regije brojilo je 1,182.770 stanovnika u 2006. godini. Glavni grad regije je Ouahigouya. Četiri provincije čine regiju: Loroum, Passoré, Yatenga i Zondoma.